# 5378 Ellyett
5378 Ellyett è un asteroide della fascia principale. Scoperto nel 1991, presenta un'orbita caratterizzata da un semiasse maggiore pari a 1,9341103 au e da un'eccentricità di 0,0822662, inclinata di 19,11599° rispetto all'eclittica.
L'asteroide è dedicato al fisico neozelandese Clifton Darfield Ellyett.